# Drosera hilaris
Drosera hilaris ist eine in Südafrika heimische fleischfressende Pflanze aus der Familie der Sonnentaugewächse (Droseraceae). 

## Beschreibung
Drosera hilaris sind kräftige und unverzweigt wachsende, krautige Pflanzen. Sie wachsen aufrecht, teils aus älteren, niederliegenden Stämmen, die dicht mit dem alten, welken, herabhängenden Laub bedeckt sind. Das Wurzelwerk ist nur schwach entwickelt. 
Die Blätter sind rosettenförmig bis dachziegelartig angeordnet, der Blattstiel ist behaart und geht fließend in die Spreite über, Nebenblätter fehlen oder sind bis auf einige unterhalb verschmolzene Borsten reduziert, die hinfällig und im dichten, rostfarbenen Filz verborgen sind. Die Spreite ist schmal umgekehrt-lanzettlich, bis zu 7 Zentimeter lang und 9 Millimeter breit, sie trägt ausschließlich keulenförmige Tentakeln und die Unterseite ist stark behaart. 
Die Blütenstandsachse entspringt den Blattachseln, ist aufrecht, blattlos und bis zu 25 Zentimeter lang, an ihrem Ende trägt sie sechs bis zwölf große Blüten, die an kurzen Blütenstielen stehen. Die Kelchblätter sind verwachsen, die einzelnen Lappen sind bis zu 6 Millimeter lang und schmal eiförmig. Die Kronblätter sind breit umgekehrt-eiförmig, einfach oder gekerbt, magenta bis rötlich-violett und haben eine Länge von bis zu 1,5 Zentimetern.
Die kurzen Staubblätter sind abgeflacht, die Staubfäden nach oben verbreitert. Die Griffel sind geteilt, lang und ausgebreitet, die Narben sind entweder ganz oder kurz gespalten und leicht geschwollen. Die Kapselfrüchte sind eiförmig, die Samen fadenförmig, an der Spitze geflügelt und 0,5 Millimeter lang.
Die Chromosomenzahl beträgt 2n = 40.

## Verbreitung
Die Art findet sich nur auf der Kaphalbinsel Südafrikas, östlichster Verbreitungspunkt ist Hermanus, sie wächst dort in geschützten Hanglagen. Drosera hilaris ist selten. 

## Systematik
Drosera hilaris wurde 1826 von Ludolf Karl Adelbert von Chamisso und Diederich Franz Leonhard von Schlechtendal erstbeschrieben. Wie die sehr ähnliche Drosera ericgreenii wird Drosera hilaris in die Sektion Drosera der gleichnamigen Untergattung gestellt.